# Radio Caroline
Radio Caroline je pirátská rozhlasová stanice, kterou založil irský hudební manažer Ronan O´Rahilly. Začala vysílat na středních vlnách 28. března 1964 ze stejnojmenné lodi pojmenované po Caroline Kennedyové, kotvící v mezinárodních vodách u anglického pobřeží, takže nemusela platit za mediální licenci. Stanice vysílala převážně rockovou hudbu a stala se tak velmi oblíbenou mezi mladými posluchači, pro které byla programová skladba legálních vysílačů nezajímavá. V srpnu 1967 byl přijat zákon, podle něhož mohli být britští občané stíháni za jakoukoli účast na pirátském vysílání. V té době také zřídila veřejnoprávní BBC nový kanál Radio 1, který přebral Radiu Caroline část diskžokejů a publika. V roce 1968 proto přerušilo Radio Caroline činnost, později však vysílání obnovilo a své aktivity zaměřilo na satelitní vysílání, od roku 2013 působí pouze na internetu, vydává také fanzin Caroline Newsbeat.